# André Combes (1899-1969)
Pour les articles homonymes, voir André Combes.
André Combes, né le 29 octobre 1899 à Périgueux (Dordogne) et mort le 8 décembre 1969 à Neuilly-sur-Seine (Hauts-de-Seine), est un historiographe et prêtre catholique français.

## Biographie
André Combes naît le 29 octobre 1899 à Périgueux, dans le département de la Dordogne. Après avoir fait un doctorat en théologie, il est ordonné prêtre en 1924.
À partir de 1958, André Combes devient professeur à l'université pontificale du Latran. En 1960, il devient prélat d'honneur. En 1962, il devient un expert du concile Vatican II puis, en 1963, chanoine honoraire de la basilique Saint-Jean-de-Latran. André Combes est également directeur scientifique et maître de conférences au Centre national de la recherche scientifique (CNRS), qu'il a intégré en 1939.
Il meurt le 8 décembre 1969 à Neuilly-sur-Seine, dans les Hauts-de-Seine.